# Stimigliano
Stimigliano é uma comuna italiana da região do Lácio, província de Rieti, com cerca de 1.786 habitantes. Estende-se por uma área de 11 km², tendo uma densidade populacional de 162 hab/km². Faz fronteira com Collevecchio, Forano, Ponzano Romano (RM), Sant'Oreste (RM), Tarano.

## Demografia
| Variação demográfica do município entre 1861 e 2011                               |
|                                                                                   |
| Fonte: Istituto Nazionale di Statistica (ISTAT) - Elaboração gráfica da Wikipedia |